# Janusz Bałenkowski
Janusz Bałenkowski (ur. 1947) – działacz opozycyjny, ślusarz, od 1964 pracował w Państwowych Zakładach Lotniczych (PZL) „Hydral” we Wrocławiu.

## Życiorys
W grudniu 1970 współorganizował wiec i strajk popierający robotników Wybrzeża. Od 1977 kolportował niezależne wydawnictwa. W sierpniu 1980 współorganizował strajk w Hydralu. Do Solidarności należał od września 1980, został przewodniczącym Komitetu Założycielskiego i Komisji Zakładowej NSZZ „Solidarność” w Hydralu. W czerwcu 1981 wybrano go do Zarządu Regionu Dolny Śląsk, a w lipcu do Prezydium Zarządu Regionu, w którym został członkiem Działu Współpracy Ogniw Związkowych. Brał udział w I Krajowym Zjeździe Delegatów NSZZ „Solidarność” (nr mandatu: 07002). Po wprowadzeniu w Polsce stanu wojennego był internowany od grudnia 1981 do lipca 1982 oraz od października do listopada 1982. Od 1982 współpracował z Regionalnym Komitetem Strajkowym NSZZ „Solidarność” Dolny Śląsk. W 1983 wyemigrował do USA.